# Kloster Schönthal (Schweiz)

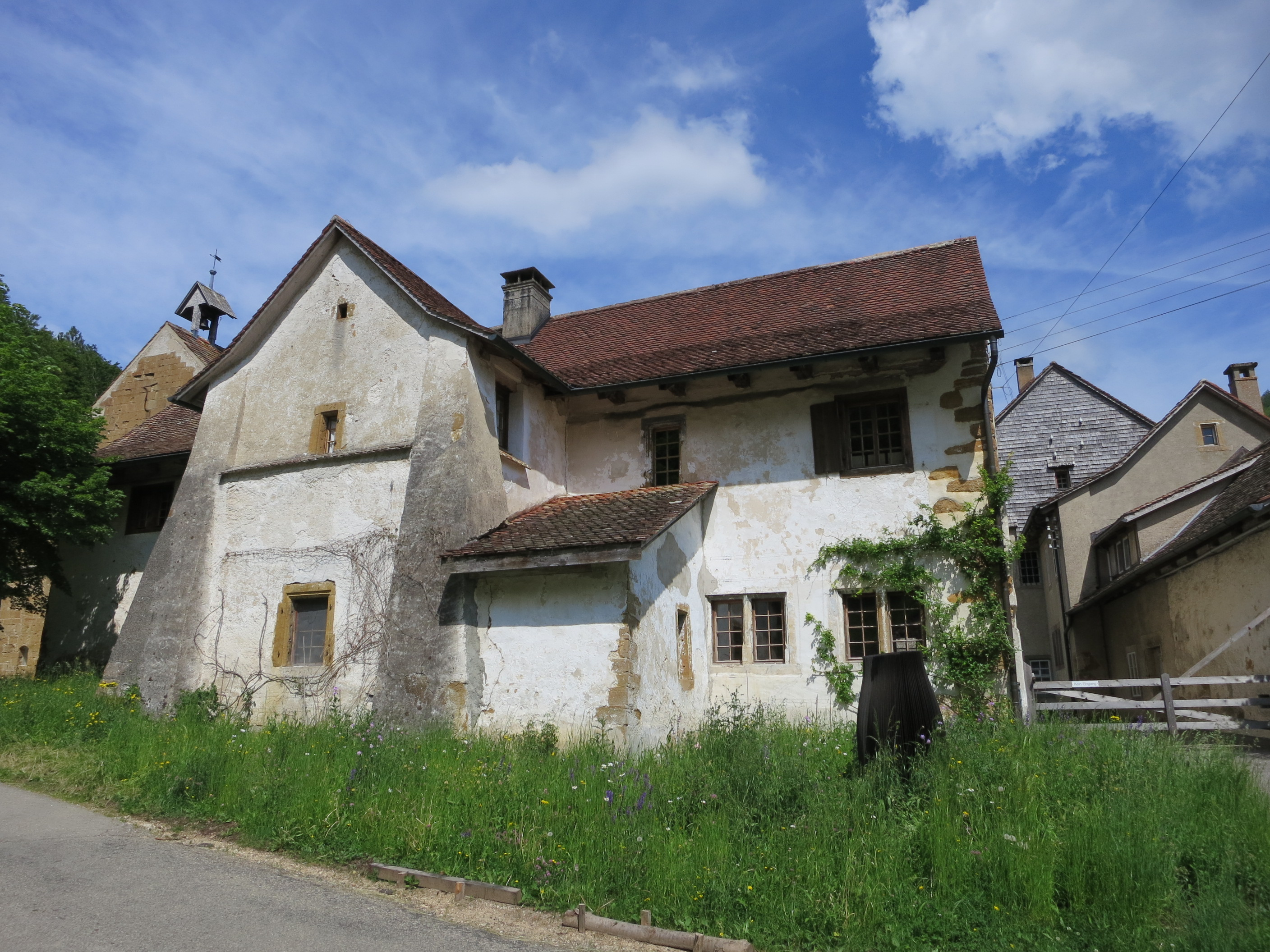
Gesamtansicht des Klosters Schönthal

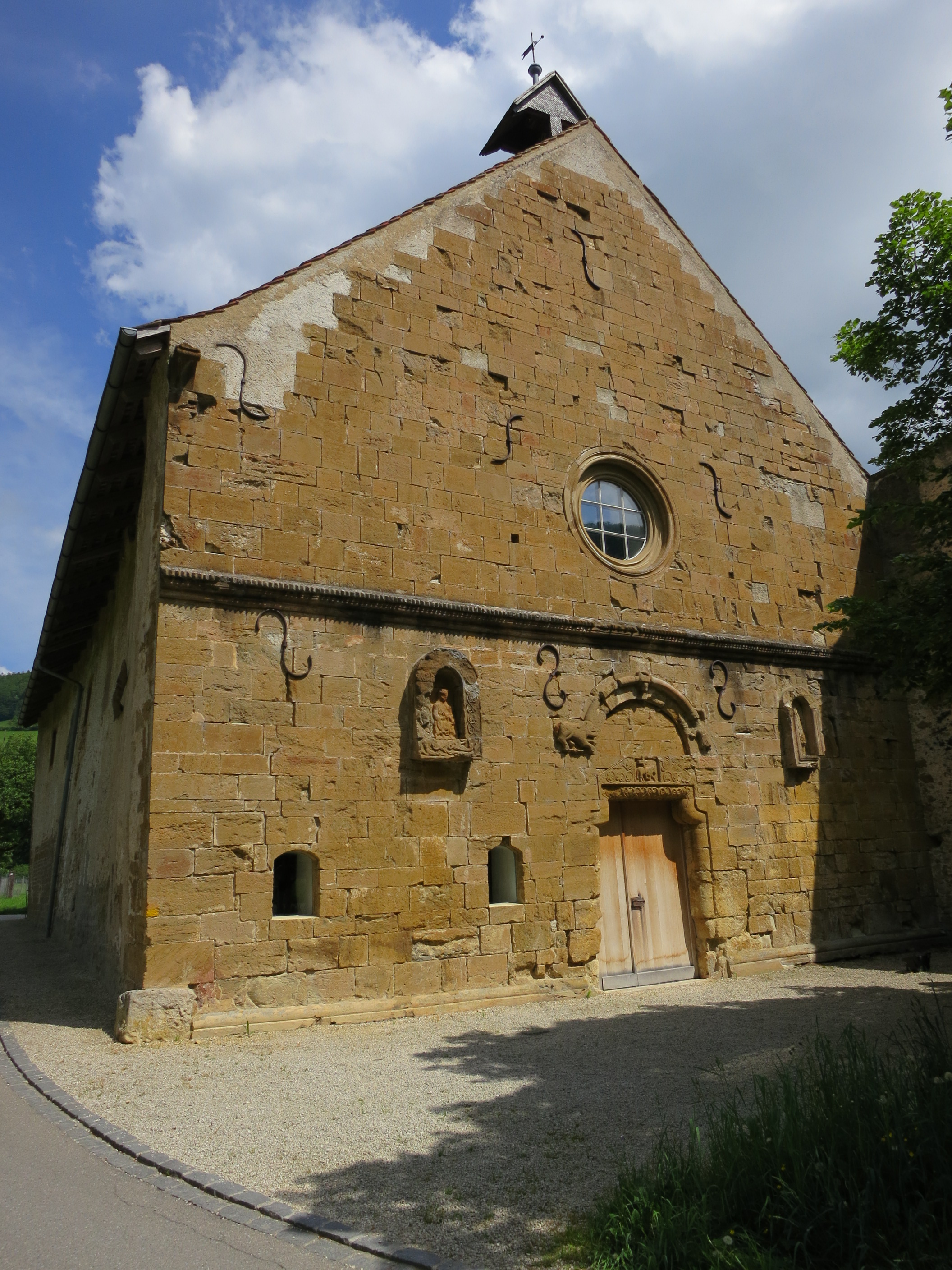
Westfassade der Klosterkirche

Das Kloster Schönthal ist ein ehemaliges Benediktinerkloster nordöstlich des Passdorfes Langenbruck im Kanton Basel-Landschaft in der Schweiz.

## Allgemeine Geschichte
Der älteste urkundliche Hinweis auf eine Schönthaler Mönchsgemeinschaft stammt aus dem Jahre 1145. In einer vom 2. März 1146 datierten Urkunde ist das Kloster und der Name seines Stifters, des Frohburger Grafen Adalbero, erstmals erwähnt. Die Frohburger überliessen dem Konvent weite Ländereien in der Umgebung des oberen Hauensteinpasses und unterstellten ihn dem Benediktinerorden. Zu den Förderern des jungen Klosters gehörte Adalberos Verwandter Ortlieb von Frohburg, der kurz nach der Klostergründung Bischof von Basel war. 1187 wurde die Klosterkirche eingeweiht. Im 13. Jahrhundert bestand in Schönthal ein Doppelkloster (1266 erstmals erwähnt), wobei Männer und Frauen in getrennten Häusern lebten. Noch vor 1300 verschwand der Männerkonvent.
1367 fiel das Aufsichtsrecht mit dem Erlöschen des Geschlechts der Frohburger an das Amt Waldenburg und kam 1400 mit diesem in den Besitz der Stadt Basel. Das kleine Frauenkloster wurde 1415 an den Servitenorden übergeben. Am Kirchweihtag vom 1. Mai 1525 – zur Zeit des Bauernkriegs – plünderten Dorfbewohner aus der Umgebung das Kloster.
Am 1. Mai 1529 hob der Rat von Basel das Kloster infolge der Reformation auf. 1836 gingen die Liegenschaften in Privatbesitz über.
Seit 1967 steht das Kloster Schönthal unter kantonalem Denkmalschutz. Nach diversen Renovationen, bei denen auch archäologische Ausgrabungen erfolgten, wird der ehemalige religiöse Andachtsort seit dem Jahr 2000 als kulturelle Begegnungsstätte genutzt und gehört zu Sculpture at Schoenthal. 2001 übernahm eine private Stiftung die Klosteranlage und das 100 ha grosse Landwirtschaftsgut. Diese fusionierte im Jahr 2018 mit der gemeinnützigen Stiftung Edith Maryon.

## Wirtschaftsgeschichte
Die Hügel und Täler des Klostergebietes waren ursprünglich mit Wäldern überzogen. Für den Bau der Klosteranlage, für Weide- und Anbauflächen wurde der Boden von den Mönchen und Laienbrüdern urbar gemacht, die sich damit eine Lebensgrundlage schufen. Ein Weiher oberhalb des Klosters diente vermutlich der Fischzucht. In der Umgebung des Klosters begann im Hochmittelalter der Abbau von Eisenerz.
Nach der Reformation wurde die Kirche fast 500 Jahre lang als Ökonomiegebäude verwendet. 1541 wurde das Klostergut an das Basler Spital als Sennhof übertragen. Von 1645 bis 1682 wurde in der Klosterkirche eine Ziegelbrennerei betrieben. Kirche und Stiftsgebäude sind noch heute mit diesen Ziegeln eingedeckt. Nach der Ausquartierung des Ziegelbrennofens wurde die Kirche als Geräteraum und bis 1998 als Holzschopf benutzt.
Rodungshöfe

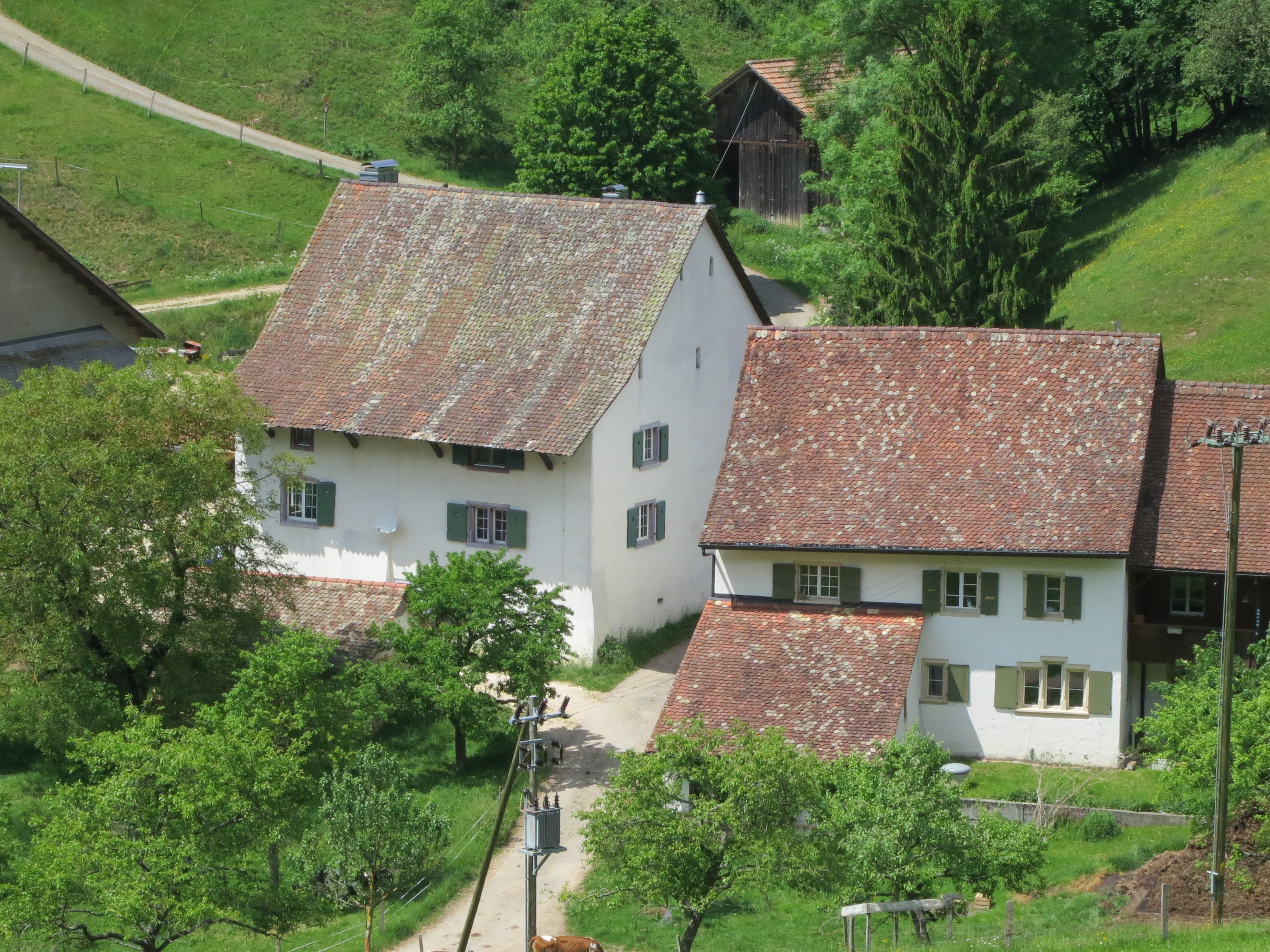
Hofgut Gross-Wald

Vom Kloster Schönthal wurden in der Umgebung mehrere Rodungshöfe errichtet. Die 1409 erstmals erwähnten beiden Höfe Gross-Wald und Klein-Wald liegen in einem Seitentälchen nördlich des Klosters am Waldbach. Die beiden Höfe bilden zusammen mit den Ökonomiegebäuden den Weiler Wald.
Der 1491 erstmals erwähnte Hof Chilchzimmer hiess so, weil dort die Bäume für den Klosterbau gefällt wurden. Er liegt nordöstlich am Chilchzimmerbach. Das Hauptgebäude in Chilchzimmer stammt aus dem Jahr 1571.
Der Hof Spittel (Spital) liegt nordwestlich von Schönthal. Der Name deutet auf die Herberge für Pilger und andere Reisende hin, die sich beim Kloster befand.
Das Dorf Titterten war bis zur Reformation kirchlich mit dem Kloster Schönthal verbunden. Das Dorf Bennwil wurde dem Kloster, durch den Grafen Hermann II. von Frohburg geschenkt.

## Kunstgeschichte
Das Kloster Schönthal besitzt eine der frühesten weitgehend erhaltenen romanischen Kirchen der Region. Bei Umbauarbeiten in der frühen Neuzeit wurden die Apsiden abgebrochen. Die Westfassade mit dem fugenlos versetzten Quadermauerwerk, dem Portalgewände, dem Relief mit dem kreuztragenden Lamm und den beidseitigen rundbogigen Figurennischen (Tabernakel) gilt als Prunkstück der hochromanischen Architektur in der Schweiz. Die Inschrift auf dem Bogen lautet: +HIC EST RODO.
Das Agnus Dei (Lamm Gottes) im Wappen der Gemeinde Langenbruck erinnert an das frühere Kloster Schönthal. Es entspricht jedoch nicht dem alten Wappen des Klosters; dessen Schutzpatronin war die heilige Maria. Doch es kommt 1225 im Siegel des Benediktiner Klosterpropstes vor und ziert auch die Taufschale aus dem Kloster Schöntal, die sich heute in der Kirche von Bennwil befindet.
Die Wandmalereien im Kircheninnern sind nur noch fragmentarisch erhalten. Über der Pforte zum Kreuzgang ist eine Christopherus-Darstellung von 1210 angebracht. Im heutigen Büroraum hinter der Ostfassade befindet sich eine fragmentarische Darstellung eines Rauchfass schwingenden Engels von 1430.
Die Glocke im Glockentürmchen aus dem 15. Jahrhundert stammt aus der Glockengiesserei Aarau.
Die Urkunden aus dem ehemaligen Klosterarchiv befinden sich heute im Staatsarchiv Basel.